# Bookcrossing
Bookcrossing – idea nieodpłatnego przekazywania książek poprzez pozostawianie ich w miejscach publicznych, jak również w miejscach celowo utworzonych tzw. półkach bookcrossingowych (stoliki, regały, gabloty), po to, by znalazca mógł je przeczytać i przekazać dalej.

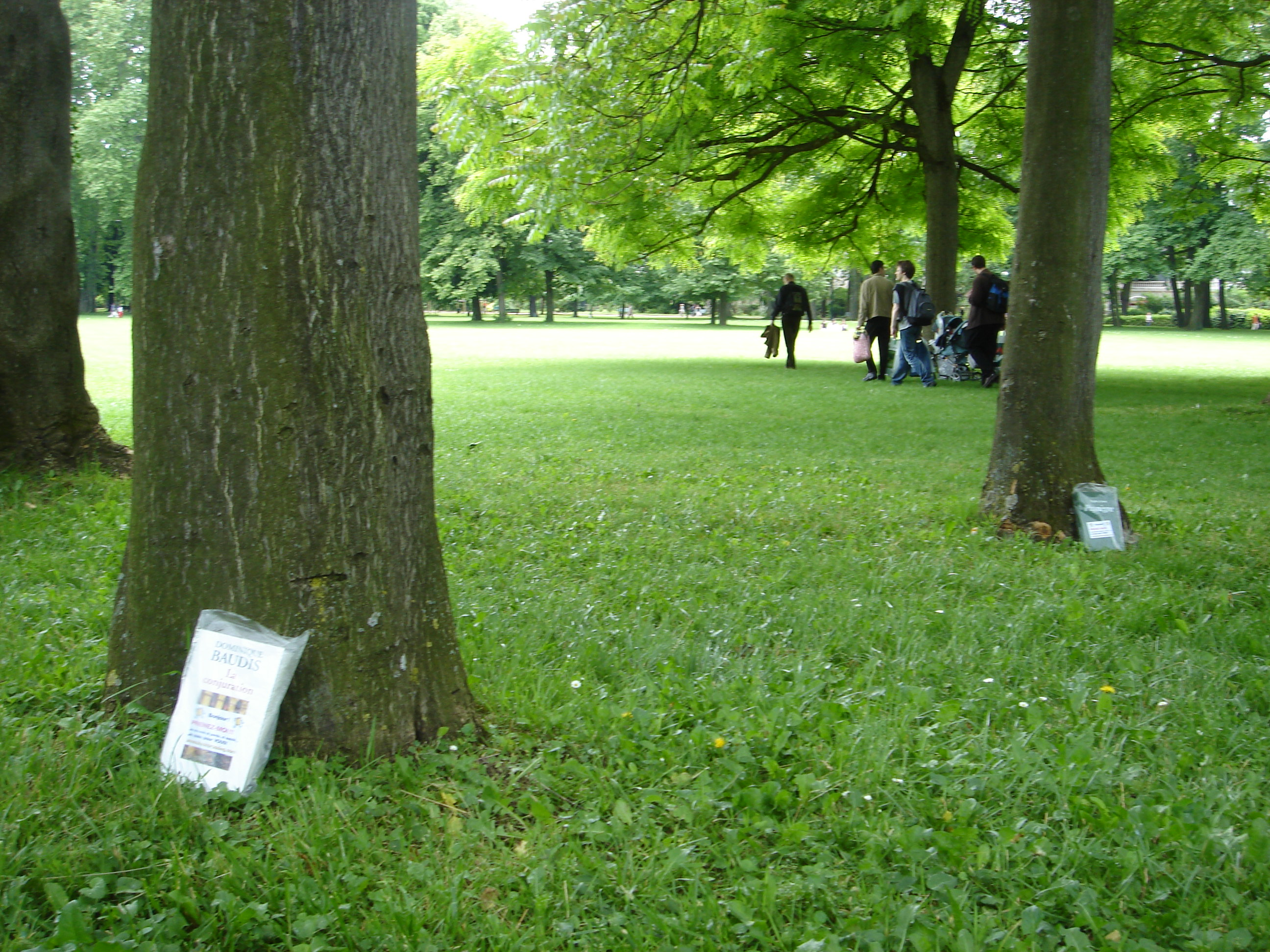
Bookcrossing w Lyonie

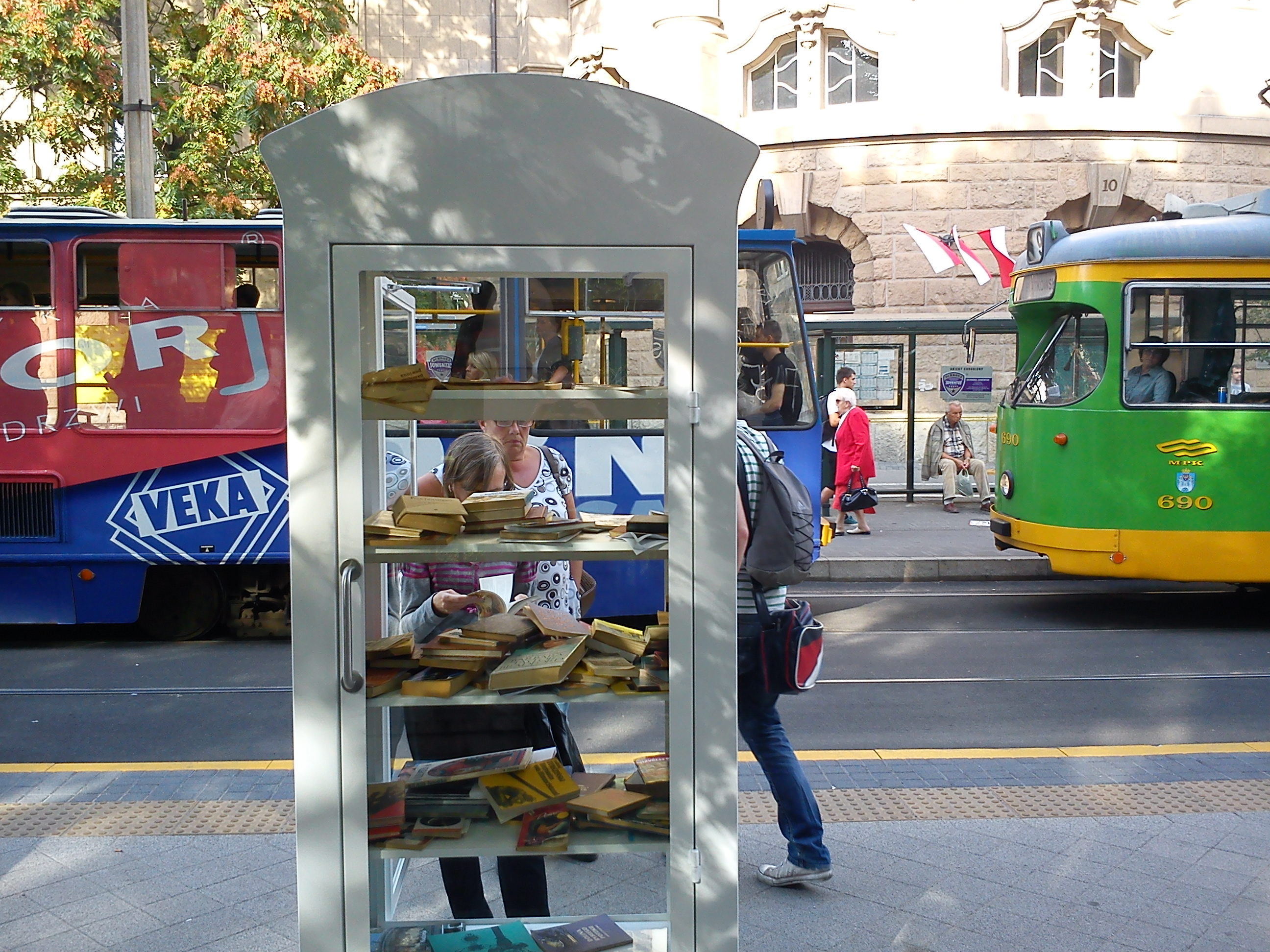
Bookcrossing w Poznaniu, jeden z miejskich regałów książkowych nazywany Mirkiem

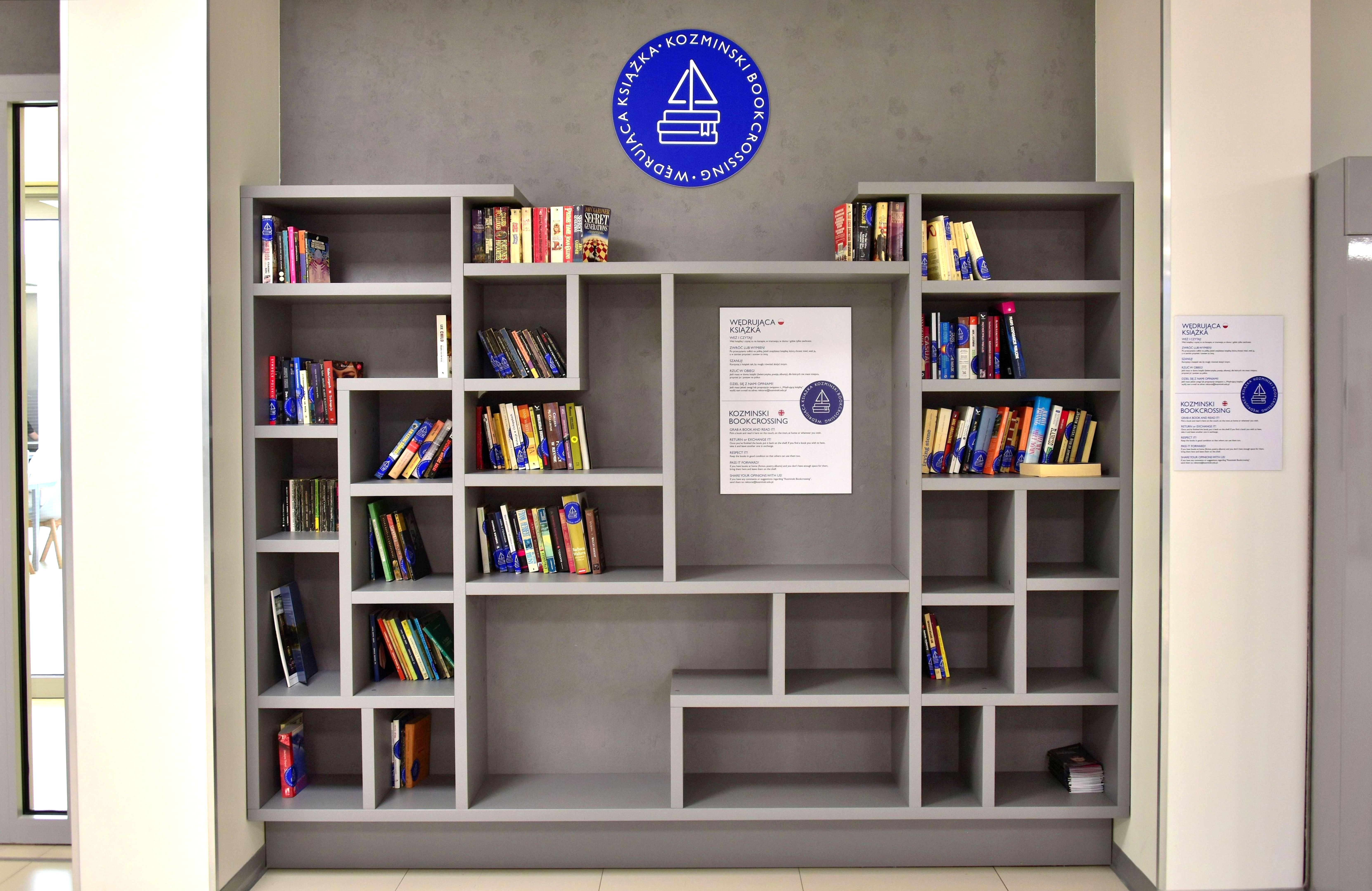
Bookcrossing na Akademii Leona Koźmińskiego w Warszawie

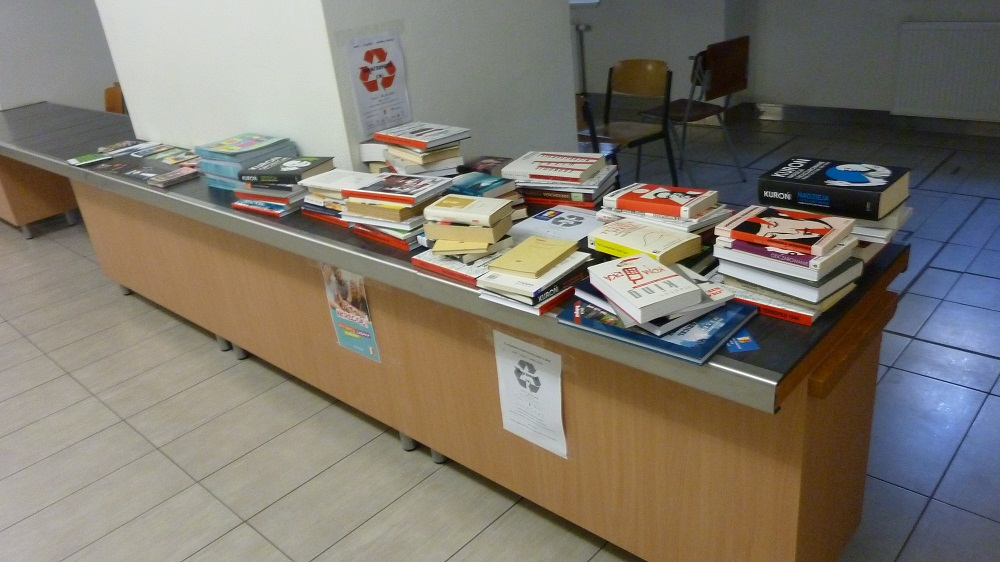
Bookcrossing na Uniwersytecie Warszawskim

Bookcrossing to niekonwencjonalna forma popularyzowania książki i czytelnictwa, ruchoma, wirtualna biblioteka – bez własnej siedziby, regałów, kart bibliotecznych.

## Idea
Bookcrosserzy, czyli ludzie uprawiający bookcrossing, tłumaczą swoją ideę tym, że książki nie lubią być więzione w domu na półkach, wolą krążyć z rąk do rąk i być czytane.

## Bookcrossing na świecie
Idea krążącej książki narodziła się w Stanach Zjednoczonych w 2001 roku, jej inicjatorem był programista komputerowy, Ron Hornbaker. Swój pomysł nazwał bookcrossingiem (po polsku wymiana książek, książko-krążenie, książka w podróży). W marcu 2001 r. założył stronę internetową. Cztery tygodnie później ogłosił, że zamierza rozszerzyć swój projekt na cały świat. W 2004 r. wyrażenie „bookcrossing” trafiło do słownika Oxfordu. Było także tematem australijskiego serialu obyczajowego Sąsiedzi. W listopadzie 2013 r. zarejestrowano na stronie 2 274 172 użytkowników i 10 026 453 książek z 132 krajów.

## Bookcrossing w Polsce
Idea bookcrossingu w Polsce pojawiła się w październiku 2003 roku. Równolegle uruchomiono dwa polskie portale bookcrossingowe: pierwszy (www.bookcrossing.pl) z inicjatywy Macieja Ślużyńskiego i Lechosława Gawrońskiego i drugi (www.gazeta.pl/podajksiazke) – za sprawą Tomasza Brzozowskiego wspieranego przez „Gazetę Wyborczą”.
Od roku 2004 bookcrosserzy w Polsce obchodzą Ogólnopolskie Święto Wolnych Książek, organizując marsze i happeningi. Pierwsze Święto Wolnych Książek odbyło się 6 kwietnia 2004 roku, w dniu urodzin jednego z inicjatorów bookcrossingu w Polsce. W późniejszych latach data ta została zmieniona pod wpływem sugestii nauczycieli.
Pojawiła się jako temat w „Pytaniu na Śniadanie” 7 lipca 2011 roku, gdzie pisarka i entuzjastka Małgorzata Karolina Piekarska rozmawiała z dziennikarzami na temat bookcrossingu.
8 kwietnia 2013 roku z inicjatywy Zrzeszenia Studentów Polskich akcja bookcrossingowa ruszyła na Uniwersytecie Warszawskim. W pierwszym dniu akcji udało się uwolnić 200 książek pozyskanych dzięki uczynności instytucji kulturalno-oświatowych.
Funkcję ogólnopolskiego koordynatora bookcrossingu pełni od 2003 r. Jolanta Niwińska, nauczyciel bibliotekarz.
Od 2013 roku bookcrossing prowadzony jest na 11 dworcach kolejowych w Polsce (m.in. w Warszawie, Gdańsku, Gdyni, Poznaniu, Krakowie, Wrocławiu, Bydgoszczy) w ramach akcji prowadzonej przez Polskie Koleje Państwowe „Książka w podróży”. Półki udostępnione są w punktach obsługi klienta InfoDworzec.